# はりはり鍋

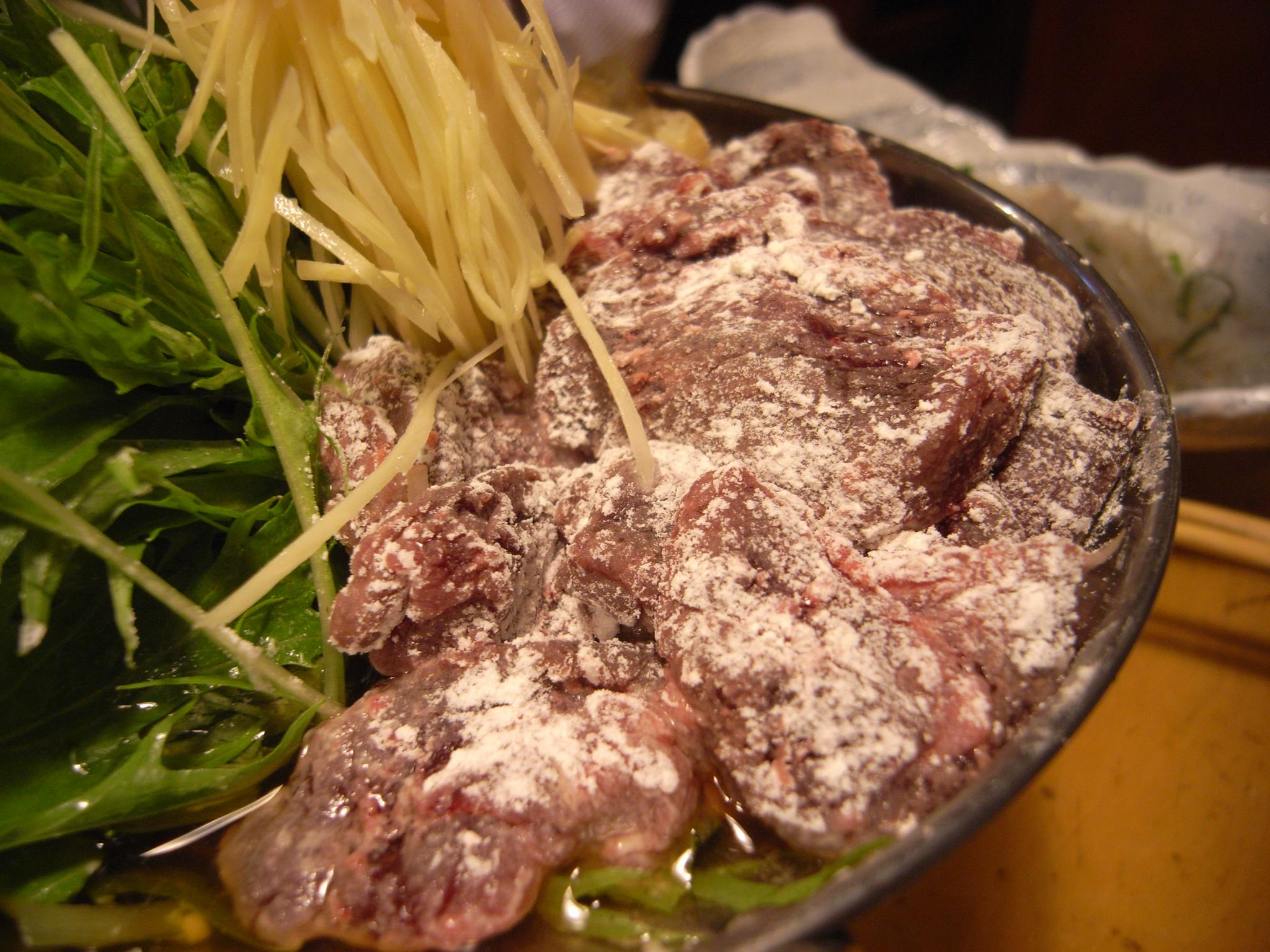
調理中のはりはり鍋

はりはり鍋（はりはりなべ、単に「はりはり」とも）は、鯨肉と水菜（ミズナ）を用いた鍋料理の一種。大阪千日前で営業していた徳家が発祥とされる説が一般化しているが、1967年創業の徳家の遥か以前戦前から食べていたとする150年を超える古い商家出身の老人の証言もある。表記する場合はハリハリ（鍋）とする場合もある。

## 概要
大阪でよく食べられる。「はりはり」は、水菜の繊維質によるシャキシャキとした食感から来た表現。一般的な鍋料理とは違い、水菜と鯨肉（もしくは鯨肉以外の代用の肉）以外は何も入れない簡素な料理である。
昆布や鰹節で出汁をとった鍋に水菜をたっぷりと入れ、尾の身など脂の乗った鯨肉を薄切りにして加える。煮立ったら、好みにより粉山椒や七味唐辛子をかけていただく。出汁を使わずに水菜から出る水分だけで煮て、醤油・酒・砂糖などで味付けする形式もある。
捕鯨が盛んだった時代の日本では、鯨肉は安価で手に入りやすい食材であった。冷凍技術と輸送技術が発達した明治期以降、近畿地方の庶民ははりはり鍋を楽しんだ。はりはり鍋は庶民の素朴な味覚として好まれていたが、商業捕鯨が中止され、鯨肉が入手困難になってからは高級品となり、豚肉、もしくは鴨肉で代用されることが多くなった。油揚げを用いてキツネ鍋と称する例もある。